# Кура Карпиняно
Ку̀ра Карпиня̀но (на италиански: Cura Carpignano, на местен диалект: Cüra, Кюра) е малко градче и община в Северна Италия, провинция Павия, регион Ломбардия. Разположено е на 78 m надморска височина. Населението на общината е 4215 души (към 2010 г.).